# 或る剣豪の生涯
『或る剣豪の生涯』（あるけんごうのしょうがい）は、1959年4月28日に公開された時代劇映画。監督は稲垣浩、主演は三船敏郎。エドモン・ロスタンのシラノ・ド・ベルジュラックのストーリーを下地に製作された映画で、石田三成の重臣の一人、駒木兵八郎の悲恋の物語である。 同じ稲垣浩監督、三船や司らの出演で製作が予定されていた『日本誕生』の製作が遅れ、急遽製作された。

## あらすじ
太閤秀吉の死から１年。徳川の勢力拡大に豊臣方将兵の緊張感は増すばかり。石田三成十人槍の一人、駒木兵八郎もそんな一人だ。鼻が人一倍大きく容貌魁偉なれど、文武両道に優れた彼には一人の乳兄妹がいた、 京洛一の美女と噂される烏丸卿の養女・千代姫である。あるとき千代姫が密かに兵八郎を訪ね、恋人の苅部十郎太が三成十人槍に加わるので力になってくれと頼みこむ。兵八郎も千代姫に心を寄せていたが、 如何せん容貌に自信もなく、姫の想いに沿おうと誓う。やがて兵八郎と十郎太は刎頚之友となり、兵八郎は恋に未熟な十郎太のため、代筆をしたり、恋の指南役をすることに。
　そして遂に1600年。関ヶ原の戦いが起こる。しかし赤星左近（平田昭彦）の裏切りで、三成十人槍も次々と戦死。兵八郎は十郎太を庇いつつ逃亡を図るが、十郎太は深手を負っており、自ら河に身を投じる。
　それから十年。千代姫は亡き十郎太の想い出だけを胸に、嵯峨野の寺院に隠れ住んでいた。時折、彼女の元に訪れ、勇気づける兵八郎だが、徳川の落ち武者狩りは近くまで進んできており・・・。

## スタッフ
- 製作：田中友幸
- 監督：稲垣浩
- 脚本：稲垣浩
- 撮影：山田一夫
- 美術：伊藤熹朔
- 音楽：伊福部昭
- 編集 : 平一二
- チーフ助監督 : 丸輝夫
- 助監督 : 高瀬昌弘
- 記録 : 藤本文枝
- 振付 : 猿若清方

## 配役
- 駒木兵八郎：三船敏郎
- 千代姫：司葉子
- 苅部十郎太：宝田明
- 七重：淡路恵子
- 長島主膳：河津清三郎
- 楽三：藤原釜足
- 出雲の阿国：三好栄子
- 赤星左近：平田昭彦
- 烏丸光広：笈川武夫
- 楽三の女房：中北千枝
- 掏摸モン吉：南道郎
- 半田半兵衛：上田吉二郎
- カンカラの勝：田中春男
- 鈴右衛門：谷晃
- 万八：千葉一郎
- おすえ：馬野都留子
- 妙照尼：若山セツ子
- 林田九一郎：堺左千夫
- 小酒井武助：富田仲次郎
- 丹沢宗右衛門：向井淳一郎
- 白石権八：稲葉義男
- 発田孫兵衛：津田光男
- 中山市九郎：山田廉
- 太田幸助：瀬良明
- 小林左膳：田島義文
- 槍屋金助：池田生二
- 旗本甲田：桜井巨郎
- 旗本乙方：増田正雄
- 旗本丙山：天本英世